# Mount Zeil
Mount Zeil er med 1.510 m det højeste bjerg i bjergkæden MacDonnell Ranges i Northern Territory, Australien.
23°24′06″S 132°23′45″Ø / 23.4017°S 132.3958°Ø